# E-Prix di Parigi 2017
L'E-Prix di Parigi 2017 è stata la sesta prova del Campionato di Formula E 2016-2017. Si è disputata nel centro della capitale francese ed è stata vinta da Sébastien Buemi.

## Prima della gara
- Mike Conway sostituisce Loïc Duval, impegnato nel WEC, alla Dragon Racing;
- Tom Dillmann sostituisce Maro Engel alla Venturi.

## Risultati

### Qualifiche
| Pos.    | No. | Pilota                 | Team             | Tempo    | Distacco | Griglia |
| ------- | --- | ---------------------- | ---------------- | -------- | -------- | ------- |
| 1       | 9   | Sébastien Buemi        | e.Dams-Renault   | 1:02.319 | —        | 1       |
| 2       | 25  | Jean-Éric Vergne       | Techeetah        | 1:02.325 | +0.006   | 2       |
| 3       | 37  | José María López       | DS Virgin Racing | 1:02.640 | +0.321   | 3       |
| 4       | 88  | Oliver Turvey          | NextEV NIO       | 1:02.910 | +0.591   | 14      |
| 5       | 33  | Esteban Gutiérrez      | Techeetah        | 1:13.287 | +10.968  | 4       |
| 6       | 23  | Nick Heidfeld          | Mahindra         | 1:02.611 | —        | 5       |
| 7       | 19  | Felix Rosenqvist       | Mahindra         | 1:02.617 | +0.006   | 6       |
| 8       | 27  | Robin Frijns           | Andretti         | 1:02.654 | +0.043   | 7       |
| 9       | 20  | Mitch Evans            | Jaguar           | 1:02.687 | +0.076   | 8       |
| 10      | 8   | Nicolas Prost          | e.Dams-Renault   | 1:02.746 | +0.136   | 9       |
| 11      | 6   | Mike Conway            | Dragon           | 1:02.808 | +0.197   | 10      |
| 12      | 3   | Nelson Piquet Jr.      | NextEV NIO       | 1:02.810 | +0.199   | 11      |
| 13      | 7   | Jérôme d'Ambrosio      | Dragon           | 1:02.814 | +0.203   | 12      |
| 14      | 11  | Lucas Di Grassi        | Audi Sport ABT   | 1:02.840 | +0.239   | 13      |
| 15      | 5   | Tom Dillmann           | Venturi          | 1:03.024 | +0.393   | 15      |
| 16      | 66  | Daniel Abt             | Audi Sport ABT   | 1:03.071 | +0.460   | 16      |
| 17      | 28  | António Félix da Costa | Andretti         | 1:03.268 | +0.607   | 17      |
| 18      | 2   | Sam Bird               | DS Virgin Racing | 1:03.573 | +0.962   | 18      |
| 19      | 47  | Adam Carroll           | Jaguar           | 1:03.771 | +1.160   | 19      |
| 20      | 4   | Stéphane Sarrazin      | Venturi          | 1:06.121 | +3.510   | 20      |
| Source: |     |                        |                  |          |          |         |

### Gara
| Pos.    | No. | Pilota                 | Team             | Giri | Tempo/Ritiro | Griglia | Punti |
| ------- | --- | ---------------------- | ---------------- | ---- | ------------ | ------- | ----- |
| 1       | 9   | Sébastien Buemi        | e.Dams-Renault   | 49   | 59:41.125    | 1       | 28    |
| 2       | 37  | José María López       | DS Virgin Racing | 49   | +0.707       | 3       | 18    |
| 3       | 23  | Nick Heidfeld          | Mahindra         | 49   | +2.043       | 5       | 15    |
| 4       | 19  | Felix Rosenqvist       | Mahindra         | 49   | +2.621       | 6       | 12    |
| 5       | 8   | Nicolas Prost          | e.Dams-Renault   | 49   | +3.521       | 9       | 10    |
| 6       | 27  | Robin Frijns           | Andretti         | 49   | +7.999       | 7       | 8     |
| 7       | 3   | Nelson Piquet Jr.      | NextEV NIO       | 49   | +32.420      | 11      | 6     |
| 8       | 5   | Tom Dillmann           | Venturi          | 49   | +32.929      | 15      | 4     |
| 9       | 20  | Mitch Evans            | Jaguar           | 49   | +33.369      | 8       | 2     |
| 10      | 4   | Stéphane Sarrazin      | Venturi          | 49   | +34.051      | 20      | 1     |
| 11      | 33  | Esteban Gutiérrez      | Techeetah        | 49   | +36.091      | 4       |       |
| 12      | 88  | Oliver Turvey          | NextEV NIO       | 49   | +40.082      | 14      |       |
| 13      | 66  | Daniel Abt             | Audi Sport ABT   | 48   | Batteria     | 16      |       |
| 14      | 6   | Mike Conway            | Dragon           | 48   | +1 Giro      | 10      |       |
| 15      | 47  | Adam Carroll           | Jaguar           | 48   | +1 Giro      | 19      |       |
| 16      | 2   | Sam Bird               | DS Virgin Racing | 47   | +2 Giri      | 18      | 1     |
| Rit     | 11  | Lucas Di Grassi        | Audi Sport ABT   | 38   | Incidente    | 13      |       |
| Rit     | 7   | Jérôme d'Ambrosio      | Dragon           | 35   | Meccanica    | 12      |       |
| Rit     | 25  | Jean-Éric Vergne       | Techeetah        | 33   | Sterzo       | 2       |       |
| Rit     | 28  | António Félix da Costa | Andretti         | 18   | Collisione   | 17      |       |
| Source: |     |                        |                  |      |              |         |       |

## Classifiche

### Piloti
| +/– | Pos | Pilota           | Punti    |
| --- | --- | ---------------- | -------- |
|     | 1   | Sébastien Buemi  | 132      |
|     | 2   | Lucas Di Grassi  | 89 (–43) |
|     | 3   | Nicolas Prost    | 58 (–74) |
| 2   | 4   | Nick Heidfeld    | 47 (–91) |
| 1   | 5   | Jean-Éric Vergne | 40 (–98) |

### Squadre
| +/– | Pos | Team             | Points    |
| --- | --- | ---------------- | --------- |
|     | 1   | Renault-e.dams   | 190       |
|     | 2   | Audi Sport ABT   | 115 (–75) |
|     | 3   | Mahindra Racing  | 87 (–103) |
| 1   | 4   | DS Virgin Racing | 63 (–127) |
| 1   | 5   | NextEV NIO       | 48 (–142) |